# Chatka Gibasówka
Chatka Gibasówka – górska chatka studencka w Beskidzie Małym, położona w przysiółku Gibasy, na wysokości 810 m n.p.m. Administracyjnie należy do wsi Ślemień w województwie śląskim, w powiecie żywieckim, w gminie Ślemień.

## Warunki pobytu
Chatka działa w starym, drewnianym domu, pełniącym funkcję mieszkalno-gospodarcze. Czynna jest cały rok. W części mieszkalnej znajduje się jadalnia z piecem, dwa pokoje do spania (około 20 miejsc noclegowych) oraz miejsce do mycia (brak bieżącej wody, konieczne jest jej donoszenie ze studni). Do chatki doprowadzona jest elektryczność. Obok chatki znajduje się także drewniana stodoła. Toaleta, podobnie jak w większości tego typu obiektów, jest na zewnątrz.
Chatka znajduje się na dużej polanie grzbietowej, dzięki czemu rozciągają się stąd obszerne panoramy widokowe, zarówno na południową, jak i północną stronę. Na polanie jest murowana z kamieni kapliczka z rzeźbą Chrystusa upadającego pod Krzyżem.

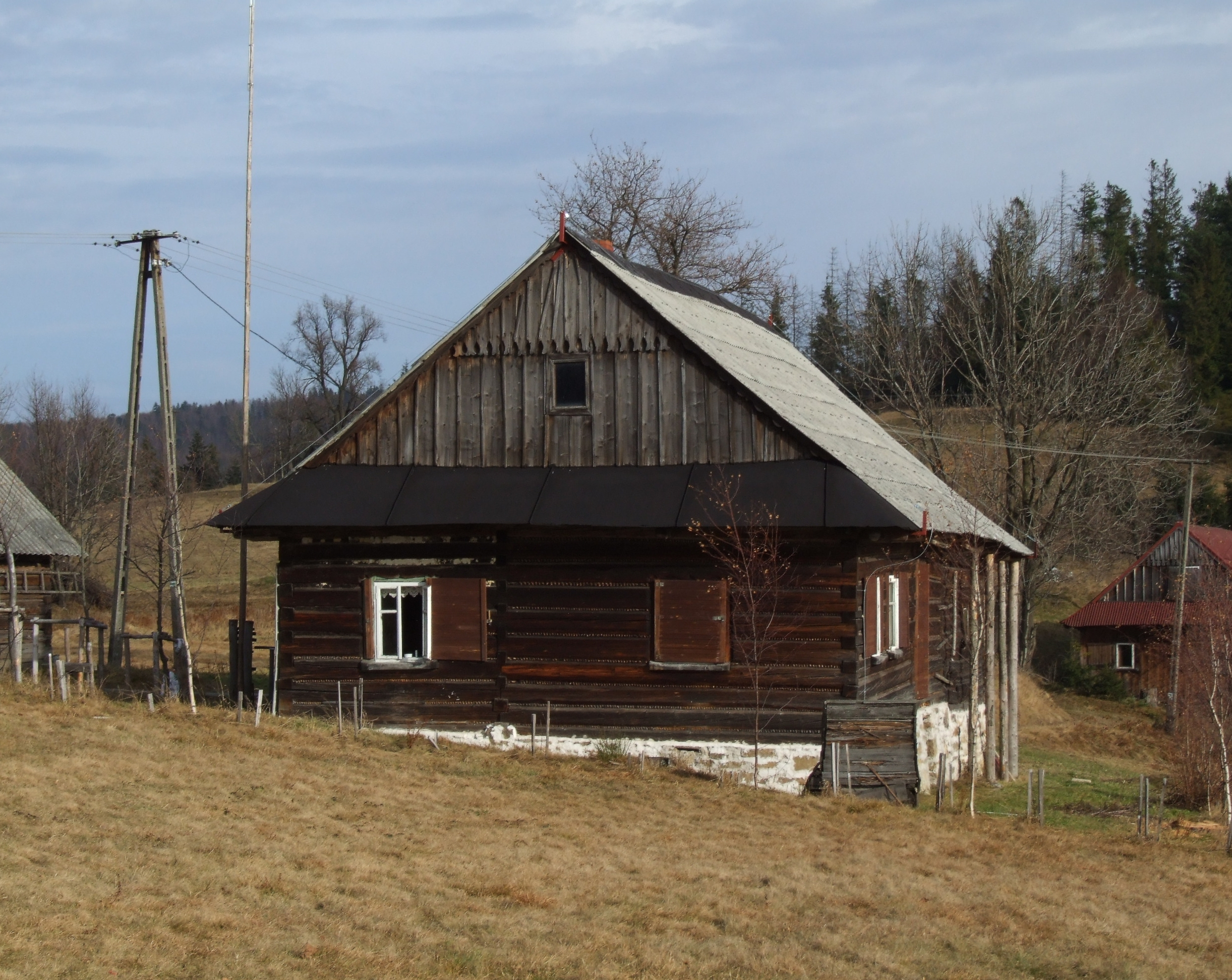
Chatka jesienią

## Szlaki turystyczne
Kocierz Rychwałdzki – Ścieszków Groń – Przełęcz Płonna – Nad Płone – Kucówki – Skolarówka – Czarne Działy – Gibasówka – Gibasowe Siodło – Wielki Gibasów Groń – Przełęcz pod Mladą Horą – Mlada Hora – rozstaje Anuli – Smrekowica – rozdroże pod Smrekowicą – Suwory – Krzeszów
 ze Ślemienia, potem szlak zielony.